# Archiearis caelebs
Archiearis caelebs är en fjärilsart som beskrevs av Jacob Hübner 1789. Archiearis caelebs ingår i släktet Archiearis och familjen mätare. Inga underarter finns listade i Catalogue of Life.